# Mausolée des Samanides
Situé à Boukhara, le mausolée des Samanides, ou tombeau d'Ismaïl, est réputé être le tombeau d'Ismaïl Ier.
Construit vers 900, c'est l'un des chefs-d'œuvre de l'architecture funéraire islamique dont il est l'un des plus anciens exemples et le premier exemple connu de mausolée-koubba.
De plan carré et surmonté d'une coupole, il est entièrement construit en brique. Son décor a pour particularité d'imiter le tressage d'une vannerie. C'est un cube dont les quatre faces sont identiques et symbolisent la terre et la stabilité.

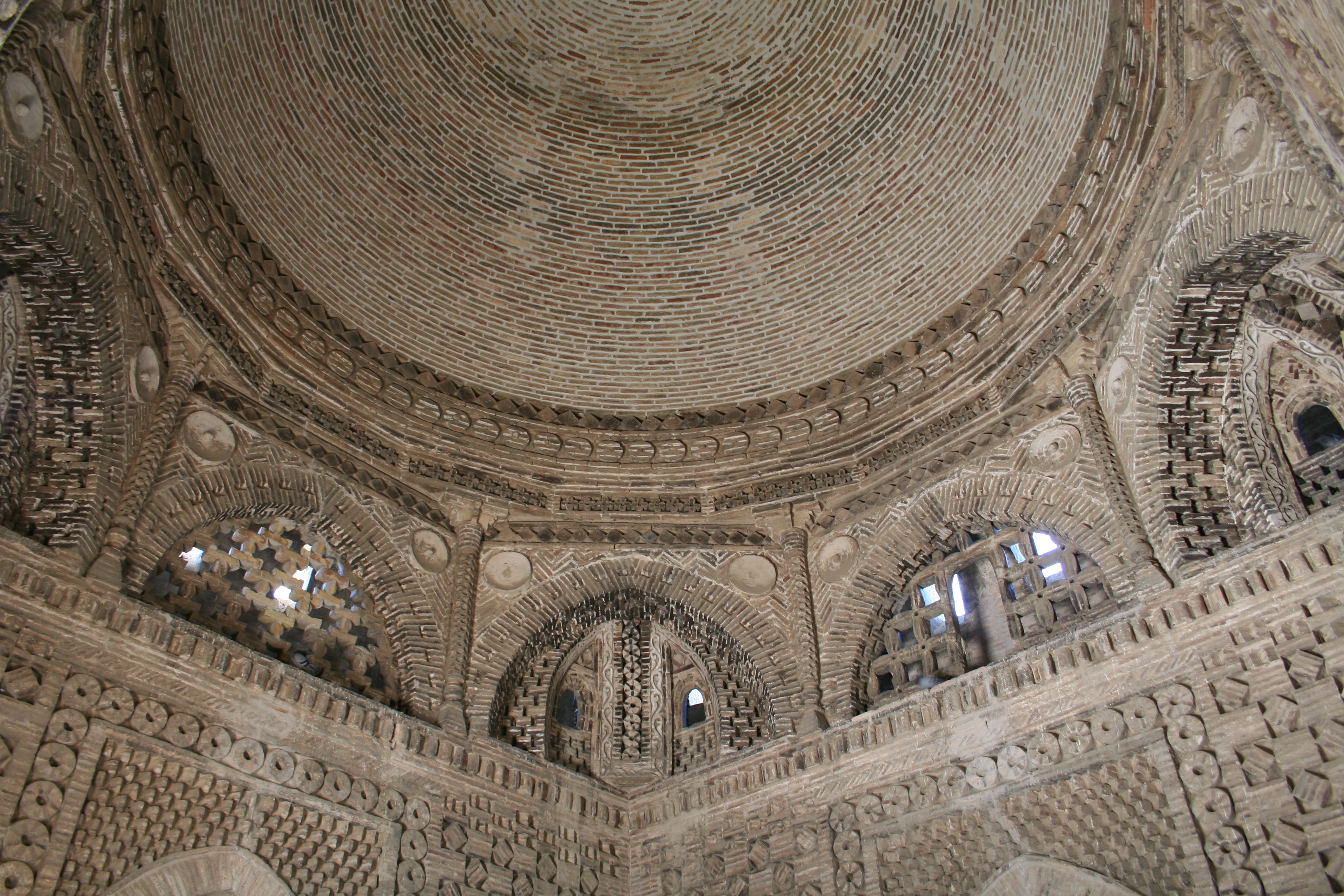
Intérieur du Mausolée
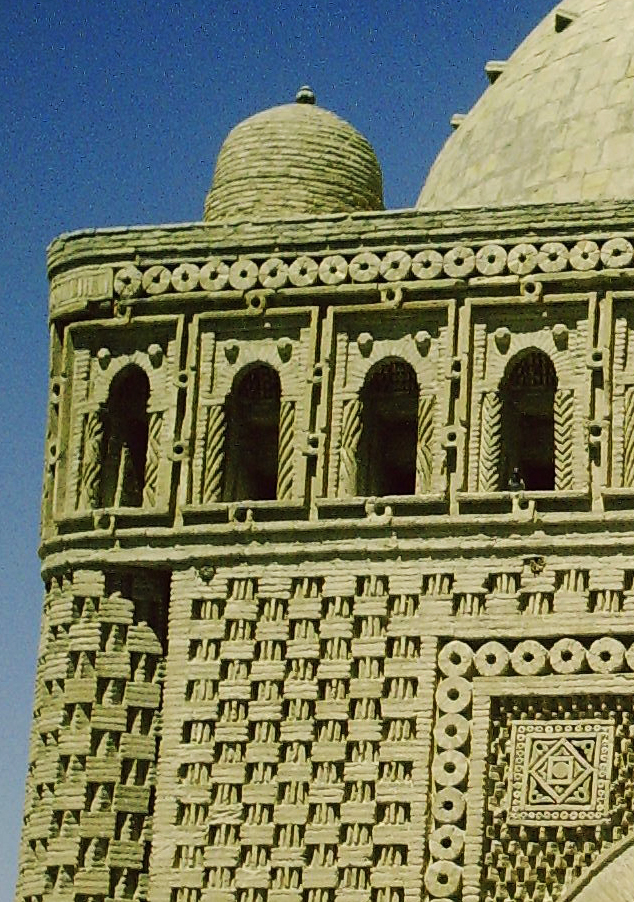
Détail du Mausolée

Le monument, qui a survécu jusqu'à ce jour, faisait partie, à l'origine, d'une plus grande nécropole, dont il ne subsiste plus rien (un petit cimetière a toutefois subsisté jusque les années 1930). Il est ainsi le seul témoignage bâti de l'ère des Samanides sur le territoire de l'oasis de Boukhara (ru),. C'est aussi l'une des premières structures encore existantes entièrement construites en briques d'argile cuites.
Il est situé au centre du parc de la culture et des loisirs autrefois parc Sergueï Kirov à l'époque des soviétiques.
En 2016, l'UNESCO décide d'élargir le périmètre du bien "centre historique de Boukhara" afin de l'intégrer à celui-ci.
C'est une des principales attractions touristiques de la ville.

## Histoire
Dans les limites des murs de la ville de Boukhara et dans les environs du centre historique de la ville, sont conservés des monuments architecturaux de plus de mille ans d'âge dont le plus ancien est le mausolée des Samanides.
La construction de monuments à l'emplacement de sépultures est, dans un premier temps, tout à fait contraire aux normes de l'islam. Mais cette interdiction a été violée lors de l'autorisation de construire le mausolée Kubba as-Soulabia (ru) sur la tombe du calife arabe Al-Mutazz (847-869), sur laquelle furent aussi enterrés plus tard deux califes : Al-Mutazz (847-869) et Al-Muhtadi (825-870), après quoi la construction de mausolées a commencé dans toutes les régions islamisées du Moyen-Orient et du Proche-Orient, faisant partie du califat arabe.
Le mausolée des Samanides, souverains de Transoxiane, ne fait pas exception. La construction du caveau, selon les écrits du waqf de 1568-1569, date de 868, à l'époque du règne d'Ismaïl Ier (Samanides) sur la tombe de son père Ahmad Ier (Samanides), mort en 819 ,.

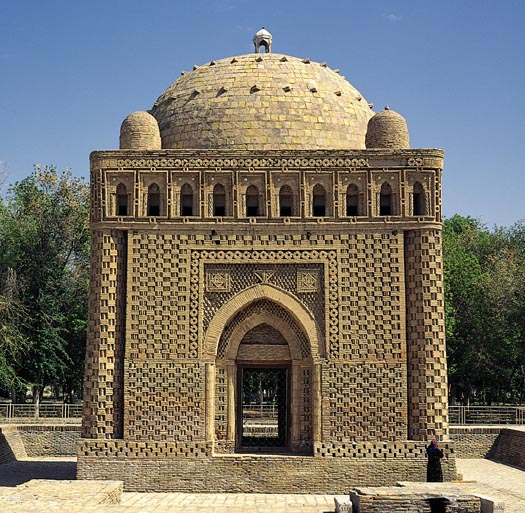
Le mausolée vu de face

Au Moyen Âge, ce mausolée et d'autres qui n'ont pas survécu jusqu'à nos jours, se trouvaient sur le territoire de la grande nécropole de la dynastie des Samanides . Après la chute de la dynastie, en 999, la zone de la nécropole a été progressivement réduite, des mausolées ont été détruits, et au XVIe siècle-XVIIIe siècle, ce sont des quartiers résidentiels qui ont été bâtis à leur emplacement. Au début du Moyen Âge, l'emplacement de la nécropole s'appelait Naoukanda, puis plus tard Tchakhar-Goumbazan (signifiant quatre dômes), puis à la fin de cette période Bakhadour-Biy, tandis que le mausolée des Samanides s'appelait mazar Ismaïl Samani. Après la célébration du nouvel an dans le cimetière du mazar Ismaïl Samani, ainsi que près du  mausolée Tchachma i Ayyub se tenaient trois jours de saïl mazar, un genre de repas funèbre qui réunissait surtout les femmes..
Au début du XXe siècle, seul un petit cimetière entouré d'un haut mur subsistait autour du mausolée, avec une seule entrée et d'un seul côté. De nombreuses sépultures à plusieurs niveaux cachaient le mausolée survivant, qui n'a été préservé que parce qu'il était partiellement recouvert de terre et l'est resté pendant plusieurs siècles ,,.
Le mausolée a été sondé pour la première fois en 1924, lors de l'expédition de Moïsseï Ginzbourg. Le dessin du plan du bâtiment a été tracé. En 1925, le secrétaire de la commission pour la préservation des monuments de Boukhara Moussa Saïdjanov (ru) a organisé la restauration de l'aspect de la coupole du bâtiment ,. Lors de recherches archéologiques ultérieures de Vassili Viatkine (ru), menées dans les années 1926-1928, il est apparu que plusieurs sépultures étaient conservées à l'intérieur de la nécropole, parmi lesquelles celle d'Ismaïl Samani. C'est alors qu'a été découvert le fait que la nécropole se trouvait sur les ruines d'une nécropole encore plus ancienne, peut-être liée au mythe solaire,. En 1928-1930, la restauration partielle du mausolée a été menée par P. S. Kasstkine  et N. M. Batchinski.
En 1937-1939, le mausolée a été soigneusement étudié et restauré sous la direction de Boris Zasipkine (ru), et en même temps ont été détruites les  voûtes en brique qui enfermaient le bâtiment sur un tiers de sa hauteur. Les ajouts tardifs ont été supprimes, à l'exception du revêtement extérieur du dôme en briques ainsi que la  lanterne extérieure apparue en 1925 au-dessus de l'ouverture circulaire, au zénith du dôme.
Après la dislocation de l'URSS et l'indépendance de l'Ouzbékistan, les terrains situés autour du mausolée ont été réaménagés et un bassin d'eau artificiel de type howz a été créé du côté sud-est . En 1993, le mausolée a été inclus dans la Liste du patrimoine mondial en Ouzbékistan de l' UNESCO.
En plus de mille ans, le mausolée n'a pas subi de grands changements, mais ont toutefois souffert d'inévitables dégradations la partie supérieure, le revêtement en briques dans la partie inférieure et les trois quarts des colonnes des entrées.

## Première datation scientifique et détermination de l'appartenance du mausolée
L'appartenance du mausolée et sa datation de la période du règne d'Ismaïl Samani étaient basées jusque 1926 sur la tradition populaire. Ces données ont été étayées scientifiquement par des études du chercheur Moussa Saidjanov (ru) et ont ensuite été universellement reconnues après leur publication en langue russe. Dans ses recherches Moussa Saidjanov s'est notamment référé au waqf et à la lignée des Samanides.

## Architecture

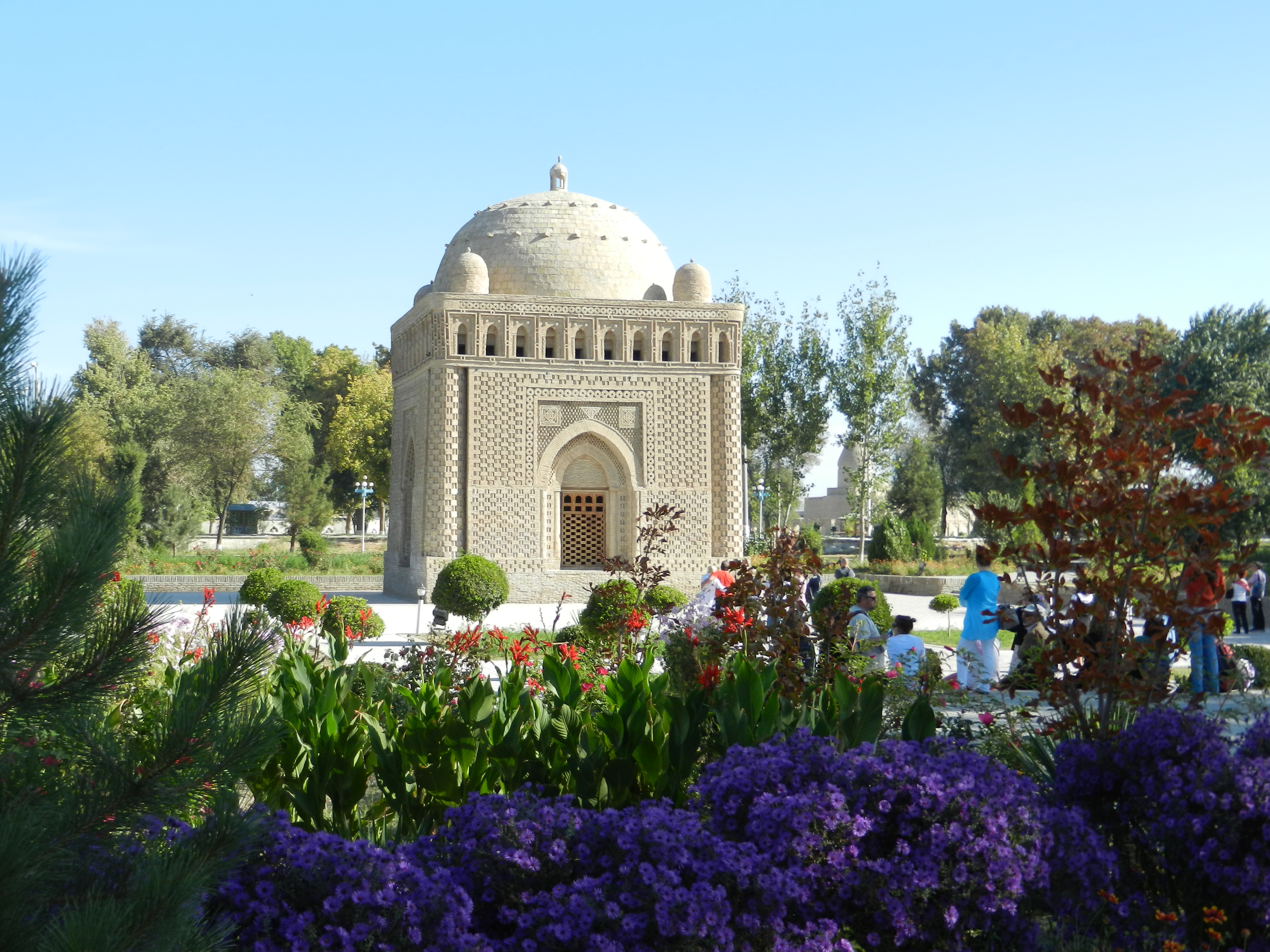
Vue du mausolée depuis le parc

Le mausolée est construit entièrement en briques d'argile cuites et ce matériau détermine ses caractéristiques structurelles techniques mais aussi ses principaux effets esthétiques. Ses dimensions ne sont pas grandes :10,8 × 10,8 m; la hauteur totale avec la lanterne est de 15 mètres, l'épaisseur des murs est de 1,8 m. Le volume de l'édifice se présente comme un cube légèrement conique vers le haut, recouvert d'un grand dôme hémispérique auxquels s'ajoutent des petits dômes aux quatre coins. Le plan du  mausolée est un carré. Toutes les façades du mausolée sont équivalentes, aucune n'est spécifiée comme étant la principale. Le bâtiment est parfaitement symétrique et dispose de quatre entrées. À chaque coin extérieur est placée une colonne massive sans base ni chapiteau. Les arcs des quatre entrées se réduisent vers l'intérieur. Le dôme et le pendentif, les colonnes, les bordures des murs 
sont décorés de briques ,.
Les détails décoratifs sont réalisés en brique ou en gypse sculpté et dans des volumes réduits. Les briques sont posées de manière alternée : couchées à l'horizontale puis verticalement, ou encore en chevron. Elles sont également utilisées pour former des séries de petites rosaces juxtaposées. Placées sur un fond profond en maçonnerie elles permettent d'organiser avec virtuosité un jeu d'ombre et de lumière dont on ne retrouve pas d'équivalent dans les monuments d'architecture de cette époque.
Une ceinture de petites niches surmontée d'arches compose une couronne au sommet des façades. Au fond de chaque niche se retrouve une fenêtre et de petites colonnes garnissent l'ouverture de chaque côté.
Dans l'angle sud-est du mausolée se trouve une grande pierre tombale d'Ismaïl Samani qui a été réparée à plusieurs reprises.
Les formes architecturales des mausolées, de type portail surmonté d'une coupole réalisés en brique, proviennent pour l'essentiel de la conception de la yourte, et ont été utilisées initialement dans les tombes turques, puis plus tard pour les mausolées de l'époque islamiques ,. Le mausolée des Samanides trouve ses origines dans l'ancienne pratique architecturale pré-islamique de la région historique de Sogdiane. L'utilisation de trompes pour soutenir le dôme à l'intérieur, le motif de la galerie au-dessus des façades, le thème des quatre colonnes aux angles du bâtiment, le style des colonnes sans frises ni archivoltes, le positionnement alterné des briques en terre cuite, les rosaces alignées, tout cela procède des liens avec la conception architecturale de la région de Sogdiane que l'on retrouvera dans la tradition de l'architecture des monuments de Boukhara de l'époque des Samanides,.

## Signes et symboles sur les murs du mausolée

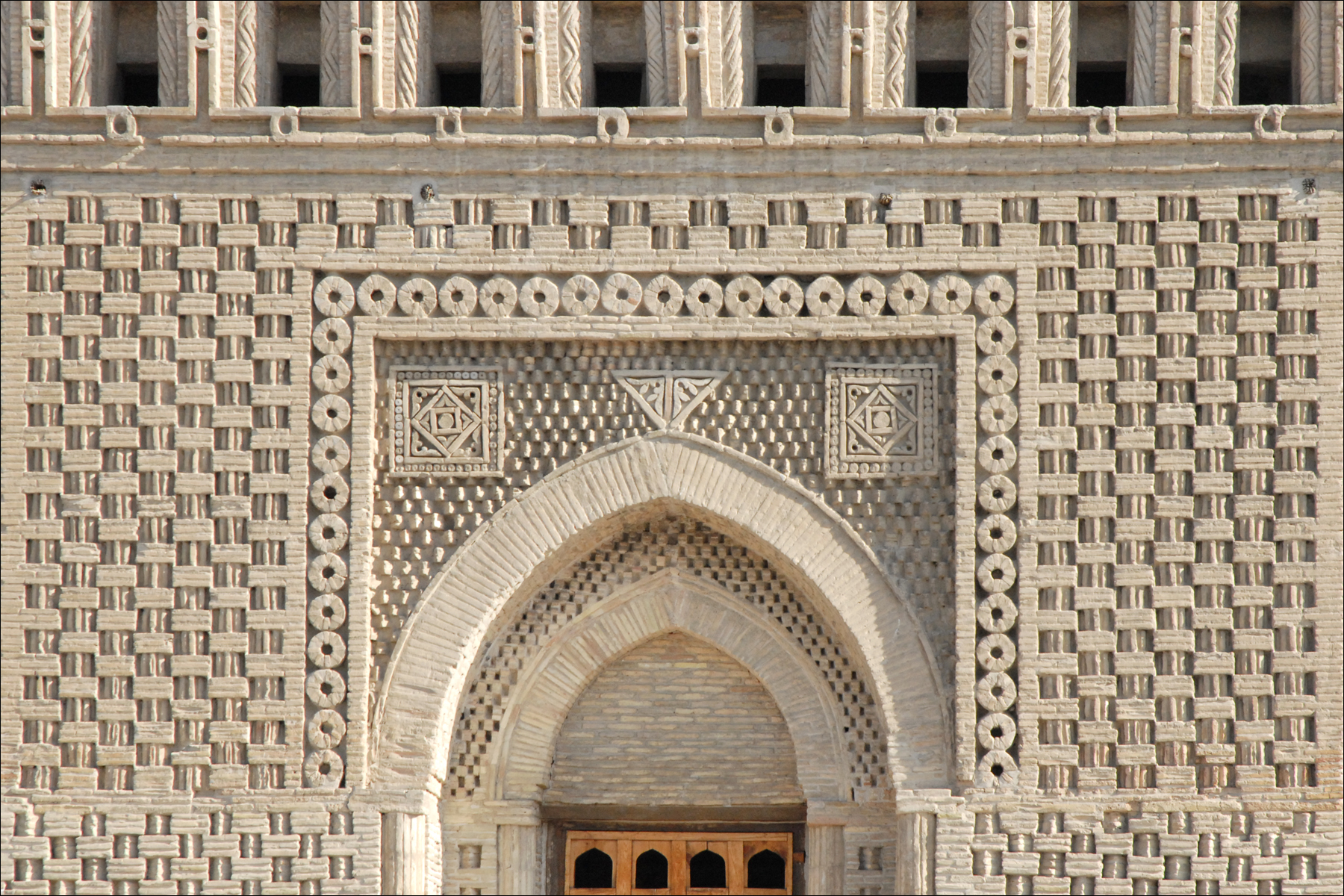
signes et symboles

Le scientifique ouzbek C.S. Kamoliddine a établi l'origine bouddhiste du mausolée. Les signes représentés sur les murs des Samanides sont une composition géométrique complexe composée de carrés qui se rejoignent les uns les autres dans un cercle central. Ils forment une variété de mandala bouddhiste-manichéenne, symbole bouddhique. Une vue du mausolée d'en haut confirme cette interprétation.

## Légendes populaires et savantes
Selon la légende, Ismaïl Samani, connu par la population de Boukhara sous le nom de Khazrat Sultan, a continué à gouverner le pays après sa mort. Les gens croyaient sincèrement à cette légende, parce que longtemps après sa mort ils déposaient des demandes écrites dans un orifice du côté sud du mausolée dans l'espoir de recevoir une réponse par un orifice se trouvant du côté nord . Selon une autre légende Ismaïl Samani refusa de poursuivre de gouvernement post mortem après avoir été trompé par deux visiteurs du mausolée. Cependant jusqu'au début du XXe siècle la légende subsista, suivant laquelle si une demande écrite de pardon était déposée au pied de la tombe, elle était exhaussée dans la mesure où c'était un croyant sincère qui l'avait déposée .

## Philatélie
- Le mausolée des Samanides est représenté sur un timbre poste de l'URSS de 1966[40].